# Yoo Won-chul
Yoo Won-Chul (em coreano: 유 원철; Masan, 20 de julho de 1984) é um ginasta sul-coreano que compete em provas de ginástica artística pela nação.
Yoo é o detentor de uma medalha olímpica, conquistada na edição de 2008, nos Jogos de Pequim. Na ocasião, foi o medalhista de prata da prova das barras paralelas, após ser superado pelo chinês Li Xiaopeng. O ginasta é ainda detentor de uma medalha de prata mundial, conquistada na edição de 2006 em Aarhus, no mesmo aparelho.